# جيليان فيجمان
جيليان فيجمان (بالإنجليزية: Gillian Vigman)‏ هي كاتِبة وكاتبة سيناريو وممثلة أمريكية، ولدت في 28 يناير 1972 في الولايات المتحدة.

## أعمال

### أفلام
- (2006) زخرفة القاعات
- (2008) إخوة غير أشقاء[5][6]
- (2009) صداع الكحول[7][8][9]
- (2009) غرباء في السندرة[10]
- (2010) ليلة موعد[11][12]
- (2013) صداع الكحول الجزء الثالث

### مسلسلات
- الفتاة الجديدة
- سكرابز

## وصلات خارجية
- جيليان فيجمان على موقع IMDb (الإنجليزية)
- جيليان فيجمان على موقع ألو سيني (الفرنسية)
- جيليان فيجمان على موقع أول موفي (الإنجليزية)
- جيليان فيجمان على موقع قاعدة بيانات الأفلام السويدية (السويدية)
- جيليان فيجمان على موقع قاعدة بيانات الفيلم (الإنجليزية)
- جيليان فيجمان على موقع كينوبويسك (الروسية)